# 納米樓

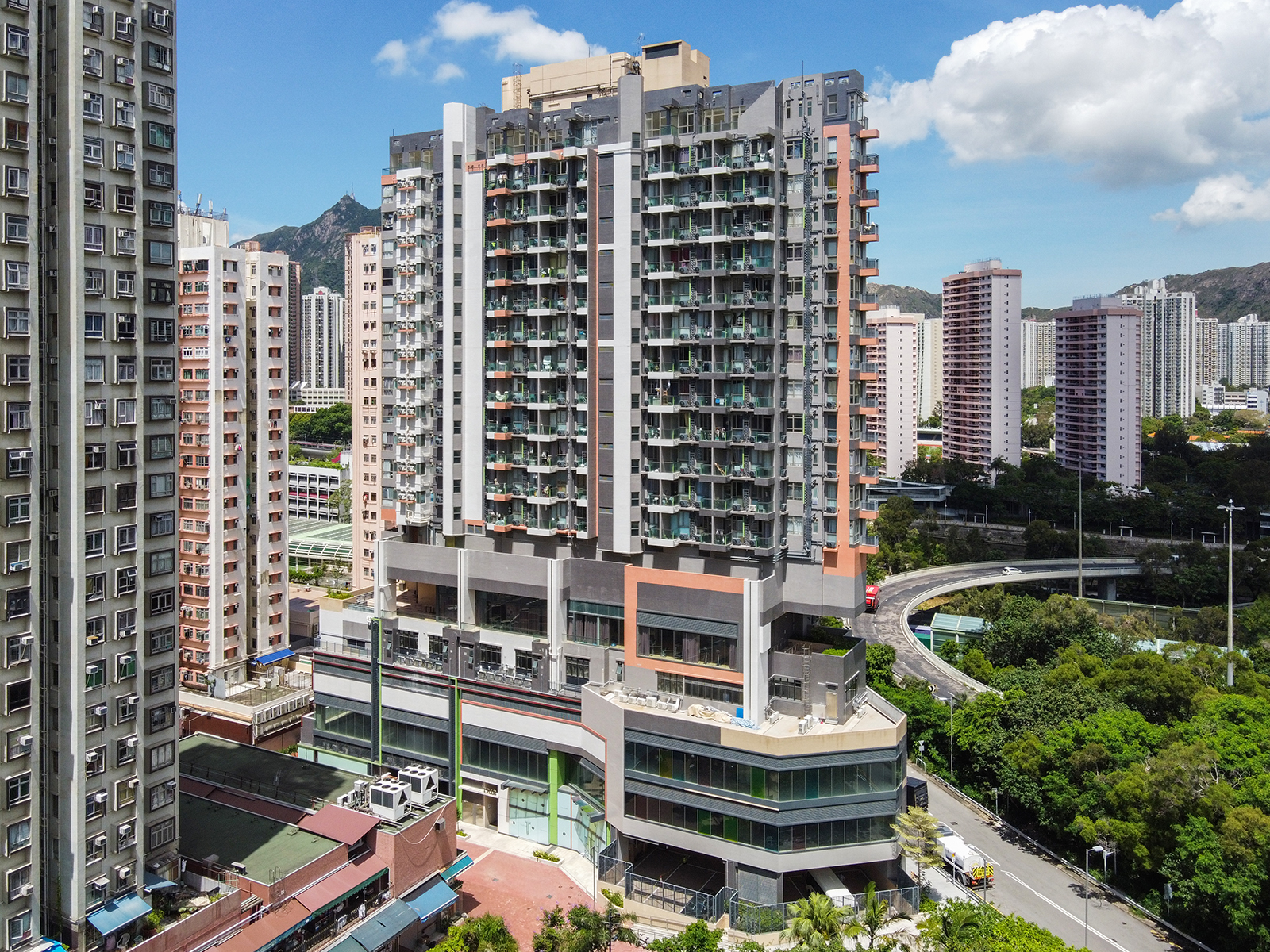
屯門菁雋為香港著名納米樓

納米樓（英語：Nano Flats） 一詞來源於納米，意思為面積非常細小的住宅單位，一般指香港實用面積細過200平方呎的住宅單位。 根據差餉物業估價署在《香港物業報告》中的分類，最小的單位面積是20平方米（約215平方呎）以下，因此亦有説納米樓指215平方呎以下的單位。

## 歷史
1997年，屋宇署放寬《建築物條例》，容許新落成住宅單位的洗手間不設窗戶。無窗「黑廁」因此成爲日後開放式單位的常備配置。
2001年，發展局為鼓勵環保建築，實施各項樓宇總樓面面積寬免措施，露台、環保平台（工作平台）、玻璃幕牆、特大窗台等「環保設計」，可獲豁免計算在發展總樓面面積，卻又可當建築面積發售。此後出現大量新樓面積發水問題，即新樓實用率大幅下降。2011年，政府立法規管，限制發水面積不超過10%。2013年，政府實施《一手住宅物業銷售條例》，新盤須以「實用面積」而非「建築面積」發售。
2010年起，政府於個別地皮的賣地條款中，加入了「限呎地」及「限量地」條款，政府認爲此舉可以積極增加中小型單位供應。 在限呎限量條款下，個別地皮的住宅單位面積不可超出一定呎數，或不可超出一定數量，實際上亦鼓勵發展商興建中小型單位（包括納米樓）。
2011年，屋宇署又頒布《2011年建築物消防安全守則》，詳細訂下了開放式廚房的標準設計要求。發展商只需跟足守則，便不必再就個別設計提交消防安全評估報告，開放式廚房的批則變得方便簡易，亦因此在新樓設計中愈發常見。
2015年，金管局收緊按揭成數，透過按揭保險計劃，成交價400萬元以下物業按揭可達九成，450萬元以下物業按揭可達八成（按揭金額上限為360萬元），450萬元至600萬元則可申造八成按揭，600萬元以上只可申造六成按揭。按揭成數限制，連同2012年引入之壓力測試，被認爲是納米樓大行其道的主要推手。
2019年，時任行政長官林鄭月娥推出高成數按揭計劃，放寬了按揭保險的成數，令1000萬或以下的單位可以借高達九成按揭。在放寬按揭保險的推動下，買家購買中小型單位所需首期大幅下降，間接地令部分收入較高但是首期不足的買家放棄納米樓，轉而購買其他中小型單位。
2024年2月28日，香港財政司司長陳茂波在2024-25年度財政預算案中宣佈，即日起所有住宅物業交易毋須再繳付額外印花稅（SSD）、買家印花稅（BSD）和新住宅印花稅（NRSD）。有媒體認爲，已被市場遺棄的「納米樓」，由於稅項成本大降，投資吸引力驟增，或重新成為投資者或收租客的寵兒，成為“撤辣”的大贏家。 也有媒體認爲，全新遊戲規則下，細價樓勢將成為最好炒的物業選項。俗稱「納米樓」的開放式單位，頗有機會成為新盤大力推銷賣點，甚至再次成為新盤主力供應單位。

## 特色

### 高樓底
近年建成的納米樓，一般樓底較高  （页面存档备份，存于）  （页面存档备份，存于）  （页面存档备份，存于），故容易向上伸延空間建造「閣樓」，即在納米單位加設一個細小的樓層，以增加可用空間。

### 電磁爐煮食
香港電視娛樂製作的訪談及飲食節目《納米無明火》，節目中谷德昭拜訪居住在「納米樓」內的不同人士，然後把於「星級廚藝特訓」內學到的菜式以電磁爐烹飪一次。該節目播出後， 令不少市民認爲開放式廚房，不能夠用明火，只能夠使用電磁爐煮食。
測量師學會前會長何鉅業解釋，在2011年前的確有限制開放式廚房使用明火的規定，只是當局經過研究，覺得在做足規定後，無論是否明火與否所面對的風險無差，故此開放容許開放式廚房使用明火烹食。事實上，近年部份新盤已經採用開放式廚房加明火爐頭設計。

## 重大事件

### 納米樓始祖

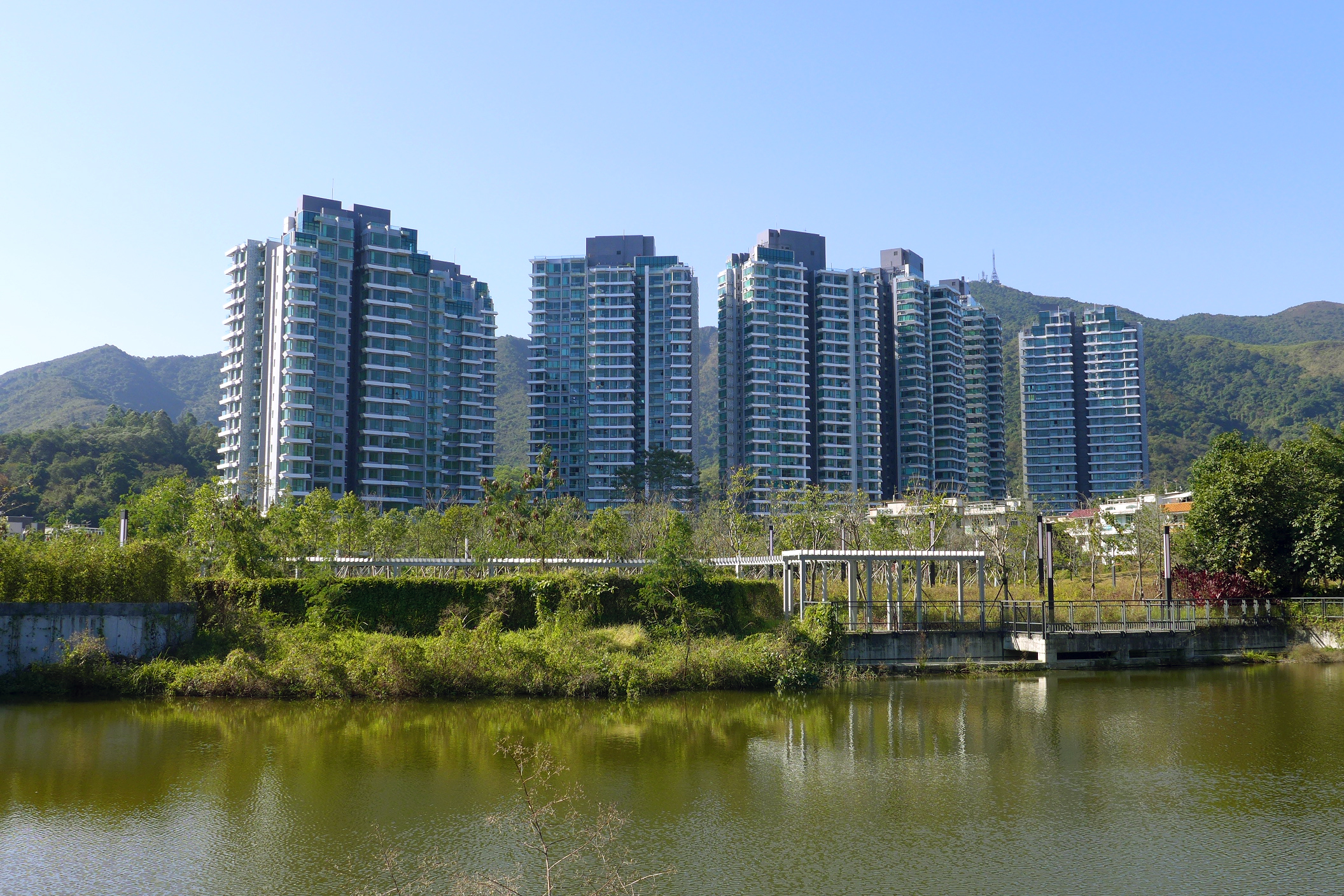
大埔嵐山被認爲是納米樓始祖

長江實業於2014推售大埔嵐山，其開放式單位面積只有177至181平方呎，堪稱當年全港最細的私人屋苑單位，因此被媒體普遍認爲是納米樓始祖。

### 劏房之城
2015年九龍建業推售土瓜灣環海·東岸，該樓盤名義上有A、B及C三座，但三座已打通，全部單位共用八部電梯及一個垃圾房，長長的走廊將三座全部打通，形成一層36伙格局，被媒體譽爲「劏房之城」。

### 龍床盤

屯門菁雋128呎「龍床盤」單位平面圖

2016年，俊和地產發展董事潘志才在記者會指出，推出屯門菁雋是希望協助年輕人「上車」（首次置業），樓盤開則靈感是來自學生宿舍，覺得很多年輕人需要的是一個房間。潘志才亦指紫禁城再大，皇帝都是睡在一張床上（原句：就算皇帝都係瞓張床，紫禁城咁大，佢真正瞓覺時都係得張床）。菁雋因而被媒體戲稱「龍床盤」。

## 納米樓樓盤
以下歸納部分著名納米樓樓盤，其最細單位實用面積均爲200平方呎以下，而且樓盤有大量少於215平方尺之開放式單位。
| 納米樓樓盤  | 地區       | 發展商                 | 最細單位 實用面積 (平方呎) | 開售日期   |
| ----------- | ---------- | ---------------------- | -------------------------- | ---------- |
| 海茵莊園    | 將軍澳     | 九龍建業               | 183                        | 2021年10月 |
| 環海·東岸   | 紅磡       | 九龍建業               | 194                        | 2015年9月  |
| 海傲灣      | 油塘       | 九龍建業               | 179                        | 2018年10月 |
| 菁雋        | 屯門       | 俊和地產 和 益兆興業   | 128                        | 2018年11月 |
| AVA55       | 馬頭角     | 盧華家族               | 166                        |            |
| AVA61       | 深水埗     | 盧華家族               | 150                        |            |
| AVA62       | 佐敦       | 盧華家族               | 152                        |            |
| AVA128      | 西環       | 盧華家族               | 177                        |            |
| AVA228      | 深水埗     | 盧華家族               | 129                        |            |
| 加多利軒    | 何文田     | 恒基兆業地產           | 161                        |            |
| 利奧坊·曦岸 | 大角咀     | 恒基兆業地產           | 171                        |            |
| 利奧坊·凱岸 | 大角咀     | 恒基兆業地產           | 171                        |            |
| 尚譽        | 北角       | 恒基兆業地產           | 163                        |            |
| 港逸軒      | 北角       | 恒基兆業地產           | 184                        |            |
| 迎豐        | 土瓜灣     | 恒基兆業地產           | 165                        |            |
| CAINE HILL  | 西半山     | 恒基兆業地產           | 169                        | 2021年12月 |
| 弦雅        | 長沙灣     | 佳兆業集團 和 宏達控股 | 189                        | 2020年12月 |
| 嵐山        | 大埔鳳園谷 | 長江實業               | 177                        | 2014年7月  |
| 逸新        | 太子       | 麗新發展               | 157                        |            |
| 青富苑      | 青衣       | 香港房屋委員會         | 187                        | 2020年6月  |
| 嘉運大廈    | 北角       |                        | 111                        |            |
| 怡景苑      | 堅尼地城   |                        | 119                        |            |
| 金樂居      | 大坑       |                        | 159                        |            |
| 曼翹        | 紅磡       | 桂洪集團               | 186                        | 2021年9月  |
| One Eighty  | 西灣河     | 林護家族               | 164                        |            |
| 康富大廈    | 灣仔       |                        | 145                        |            |

## 外部連結
- 【按揭攻略】納米樓上會申請知多啲 香港置業 2022年2月15日 （页面存档备份，存于）
- 納錐之地——香港納米樓研究報告2010-2019 本土研究社 2020年12月 （页面存档备份，存于）